# Amphecostephanus rex
Amphecostephanus rex är en bönsyrseart som beskrevs av Rehn 1912. Amphecostephanus rex ingår i släktet Amphecostephanus och familjen Hymenopodidae. Inga underarter finns listade i Catalogue of Life.